# MTV Pulse
MTV Pulse war ein Musik-Pop/Rock-Fernsehsender im Besitz von MTV Networks France, der im November 2005 nur für Frankreich ins Leben gerufen wurde und sich an junge Erwachsene (15–35 Jahre) richtet. MTV Pulse sendet Pop- und Rockmusikvideos (auch Metal, Punk, Soul, Alternative Rock usw.), Live-Auftritte, Interviews und spezielle Programme, die ganz diesem musikalischen Universum gewidmet sind.
Die Clips wurden in einem kommerzielleren Format und aus den Strömungen der alternativen Musik ausgestrahlt.
Ab 9. April 2013 war der Sender in HD verfügbar.
MTV Pulse stellte die Ausstrahlung in Frankreich am 17. November 2015 zusammen mit MTV Base und MTV Idol ein und wurde durch die französische Version von MTV Hits und den neuen Dienst My MTV ersetzt.